# 김명지 (1963년)
김명지(金明志, 1963년 5월 26일 ~ )은 대한민국의 전라북도의회 의원이다.

## 학력
- 전주중앙초등학교
- 전라중학교
- 전주고등학교
- 원광대학교 전기공학 학사
- 전북대학교 행정대학원 지방자치학과 졸업(정치학 석사)

## 경력
- 화랑 G갤러리 대표
- 민주평화통일자문회의 전주시 덕진구 지회 회장
- 2002.07 ~ 2006.06: 제7대 전주시의회 의원
- 2006.07 ~ 2010.06: 제8대 전주시의회 의원
- 2010.07 ~ 2014.06: 제9대 전주시의회 의원
- 2014.07 ~ 2018.04: 제10대 전주시의회 의원
- 2018년 7월 1일 ~ 2022년 6월 30일: 제11대 전라북도의회 의원
- 2022년 7월 1일 ~ : 제12대 전라북도의회 의원
  - 제12대 전라북도의회 전반기 교육위원회 위원장

## 역대 선거 결과
|  | 39.7% |

|  | 28.74% |

|  | 18.56% |

|  | 13.03% |

|  | 63.17% |

|  | 75.09% |